# Merkantilizmus

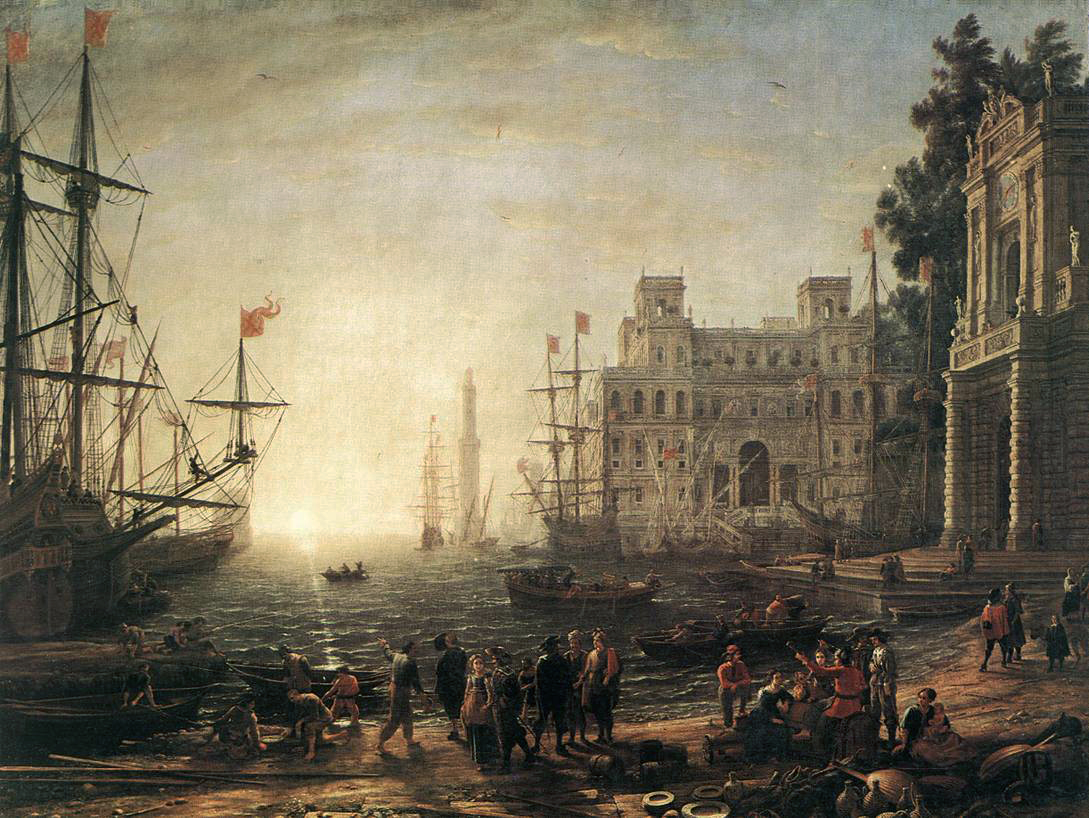
Festmény egy francia kikötőről 1638-ban, a merkantilizmus korában

A merkantilizmus egy olyan gazdaságpolitika, amelynek célja az export maximalizálása és az import minimalizálása a gazdaság számára. E cél elérése érdekében támogatja az imperializmust, a gyarmatosítást, a védővámokat.
A merkantilizmus a 17. században kialakult gazdaságfilozófia és gazdaságpolitika. A makroökonómiai tudományág része, mely főként tudománytörténeti jelentőséggel bír. Franciaországban XIV. Lajos francia király egyik legtehetségesebb szakminisztere, Jean-Baptiste Colbert (ezért néha colbertizmusként is említik), Angliában Thomas Mun dolgozta ki.  Colbert előtt Erdélyben Bethlen Gábor fejedelem alkalmazott a merkantilizmushoz hasonló gazdaságpolitikát, a belső piac védelme miatt, sőt már Zsigmond 1405-ös törvényeiben találni erre mutató jellegeket. A merkantilizmus fokozatos fejlődéssel alakult ki a késő középkor felvirágzó kereskedelmétől kezdve a 17. századig.

## A merkantilista gazdaságpolitika

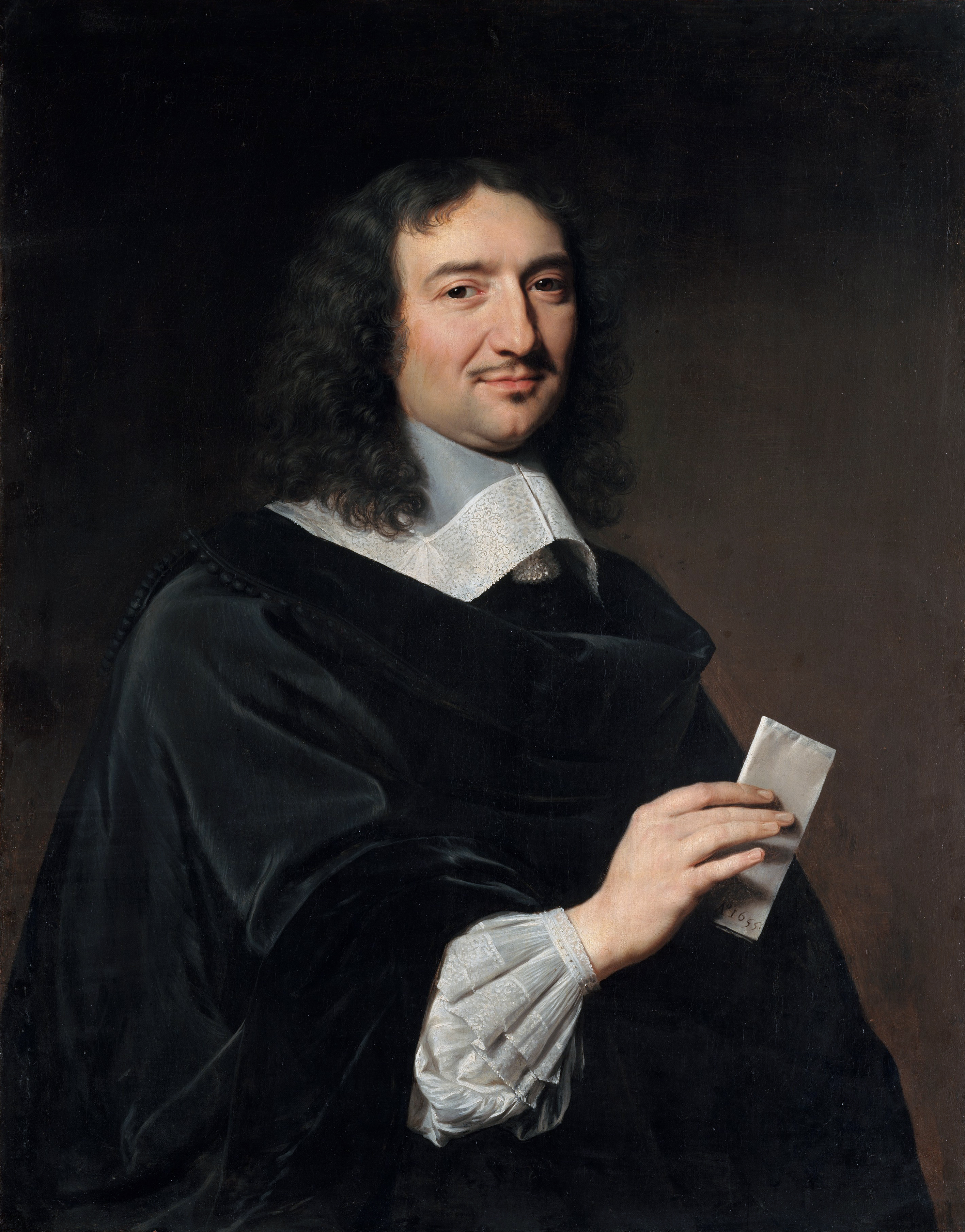
Colbert

A merkantilisták szerint egy ország gazdagsága exporttöbbletétől függ. Arra törekedtek, hogy a nemesfémet – a pénz akkoriban még kizárólagos formáját – az országba vonzzák, kiáramlását pedig megakadályozzák. Ennek hatására – elképzelésük szerint – megnő az árszínvonal és a termelés, viszont csökken a kamatok szintje, amik végső soron az iparosok profitjának emelkedését vonják maguk után.
A gyarmatosítás korában az elv kiegészült azzal, hogy a behozatal lehetőleg gyarmatokról történjen.
A merkantilista elvek megvalósításában az állam aktív szerepet vállalt. Colbert a külföldi árukat védővámokkal tartotta távol, a hazai ipart kölcsönökkel támogatta.

## Gazdasági, fejlődéstörténeti jelentősége
A merkantilista politika a középkori városi keretből kilépve az egységes nemzetgazdaság kialakítása felé tette meg az első lépéseket. Mindez kedvezett a polgárság megerősödésének.
A 18. századra ez a folyamat befejeződött. A gazdaságon belül egyre nagyobb súllyal jelentek meg a külkereskedelemmel foglalkozó vállalkozók, akiknek természetes érdeke volt az import növelése és az ezzel járó nemesfémkivitel. Emellett a megerősödött polgári rétegek egyre kevésbé igényelték az állam segítségét, sőt azt nyűgnek kezdték érezni. A merkantilizmus kora ezzel véget ért. A század végén élt Adam Smith főművében, A nemzetek gazdagságában a merkantilista elmélet számos állítását kritizálta, és világította meg azokat egy másik nézőpontból.